# Cerkiew św. Aleksandra Newskiego w Taszkencie
Cerkiew św. Aleksandra Newskiego – prawosławna cerkiew w Taszkencie, znajdująca się na terenie cmentarza tego wyznania. 

## Historia
Świątynia została zbudowana w latach 1903–1905 ze środków przekazanych na ten cel przez gen. Wiernardiera. Projekt cerkwi opracował inżynier L. Burmeister, zaś kierownikiem prac budowlanych był inż. kapitan F. Smirnow. Ikonostas, wykonany z drewna i złocony, ufundował Nikołaj Iwanow. Poświęcenie głównego ołtarza, którego patronem jest Aleksander Newski, miało miejsce 8 maja 1905; ceremonii przewodniczył dziekan taszkencki protoprezbiter Konstantin Bogorodicki. Antymins dla cerkwi został przygotowany już dwa lata wcześniej i poświęcony przez biskupa taszkenckiego Paisjusza. 
Na początku lat 20. XX wieku cerkiew przeszła we władanie Żywej Cerkwi. Wierni opowiadający się za pozostaniem w kanonicznej jurysdykcji mogli korzystać jedynie z podlegającej jej kaplicy Ikony Matki Bożej „Wszystkich Strapionych Radość”. W latach 30. XX w. cerkiew św. Aleksandra Newskiego poważnie ucierpiała na skutek pożaru. Parafia Rosyjskiego Kościoła Prawosławnego została ponownie zarejestrowana przy cerkwi w 1941. W latach 60. XX w. na budynku wzniesione zostały nowe kopuły. Po generalnym remoncie wnętrza w 1996 świątynia została ponownie poświęcona.
W sąsiedztwie cerkwi znajdują się nagrobki trzech biskupów taszkenckich: Nikandra (Fienomienowa), Arseniusza (Stadnickiego) i Gabriela (Ogorodnikowa).

## Galeria

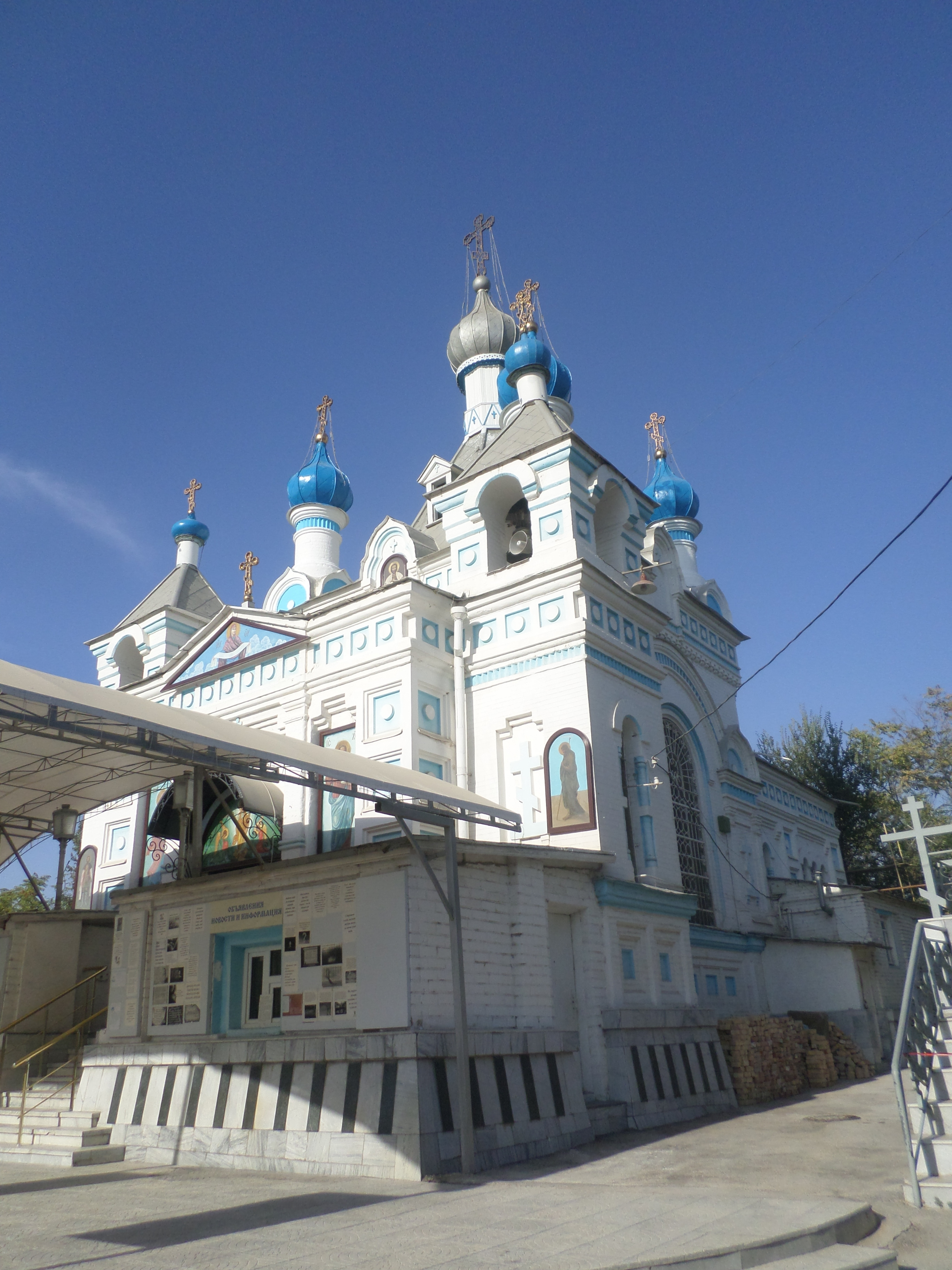
Widok ogólny (2014)
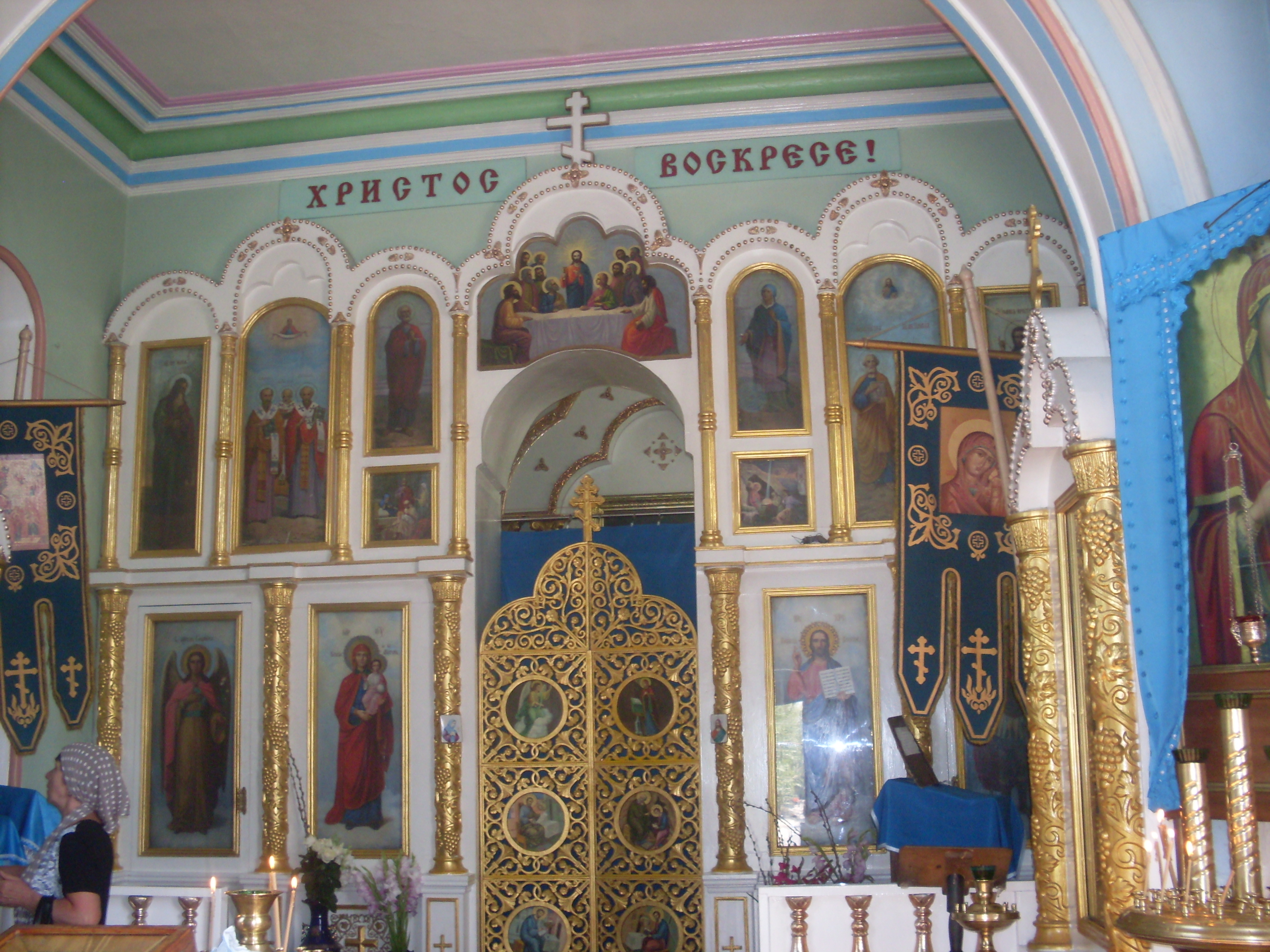
Ikonostas